# Андроник V Палеолог
Андроник V Палеолог (грч: Ανδρόνικος Ε' Παλαιολόγος, рођ. око 1400. — умро око 1407. године) је био номинални савладар свог оца византијског цара Јована VII Палеолога. Био је византијски владар града Солуна и околних територија од 1403. до своје смрти 1407. године, заједно са својим оцем царем Јованом VII Палеологом. Иако нису контролисали Константинопољ, цар Јован VII и цар - савладар Андроник V су владали Солуном са пуном византијском царском титулом, коју је признао владајући старији цар, стриц цара Јована VII, цар Манојол II Палеолог.
Признати као трећи по реду за наслеђивање престола, Андроникови родитељи су полагали велике наде у његову будућност и сматрали су га будућим легитимним византијским царем. Ове наде су пропале када је цар - савладар Андроник V умро 1407. године, стар само седам година. Због свог ефемерног статуса и кратког живота, цар - савладар Андроник V је мрачна историјска личност о којој се мало зна. Њега су модерни историчари признали тек 1967. године, који су раније веровали да цар Јован VII није имао деце.
Био је једино познато дете цара Јована VII Палеолога и царице Ирине, ћерке господара Лезбоса Франческа II Гатилузија. Рођен је око 1400. године, у време када је цар Јован VII био савладар и намесник у име свог стрица цара Манојла II Палеолога који је 1399—1403. године, путовао по западној Европи како би добио помоћ у борби против Османлија. По Манојловом повратку, цар - намесник Јован VII је упућен као намесник у Солун где је, највероватније 1403/4. године, прогласио свог малолетног сина Андроника V за цара савладара. Цар - савладар Андроник V је, међутим, преминуо пре свог оца већ 1407. године. Његова царска титула била је почасног карактера, пошто је потпуну царску власт вршио искључиво цар-аутократор Манојло II.

## Биографија
Андроник V Палеолог је рођен 1400. године. Једини син цара Јована VII Палеолога (1390, 1403–1408. године) и његове жене царице Ирине Гатилузио,  Андроник је добио име по свом деди по оцу, цару Андронику IV Палеологу (1376–1379). Цар Јован VII је накратко владао Византијским царством 1390. године, након што је узурпирао престо од свог деде цара Јована V Палеолога (1341–1391). Иако је цар Јован VII збачен након само пет месеци на престолу, он никада није одустао од своје претензије да буде легитимни цар, чак ни након ступања на престо наследника цара Јована V, цара Манојла II Палеолога (1391–1425),стрица Јована VII, 1391. године. Након дуге свађе између њих двојице и ризика од грађанског рата, цар Манојло II и Јован VII постигли су споразум 1403. године, по којем ће цар - савладар Јован VII, још увек званично млађи император, владати сам након Манојлове смрти. Према споразуму, цара Јована VII ће потом наследити Манојлов син, цар - савладар Јован VIII Палеолог (1425–1448), кога ће заузврат наследити син цара Јована VII, цар - савладар Андроник V. Поред тога, цару - савладару Јовану VII је додељен град Солун,  који је недавно вратио под контролу Византијског царства, дозвољено да користи титулу цара. Убрзо по доласку у Солун 1403. године, цар Јован VII је тамо основао свој царски двор и крунисао Андроника V за цара - савладара.
Цареви у Солуну су наставили да користе пуну царску титулу, на коју су имали право по уговору са царем Манојлом II, користећи и титуле василевс (цар) и автократор (самодржац). Цар Јован VII је сматрао цара - савладара Андроника V не само као свог наследника, већ и за будућег законитог византијског цара. Улазак цара Јована VII у Солун обележен је у византијском пиксиду од слоноваче (цилиндричној кутији са поклопцем), која се данас налази у Дамбартон Оуксу, која приказује породице цара Јована VII и цара Манојла II. Пиксид посебно приказује цара - савладара Андроника V истакнутије од Манојловог сина цара - савладара Јована VIII, упркос томе што је цар - савладар Јован VIII и старији и виши у рангу наслеђивања.
Планови и наде за будућност цара - савладара Андроника V нестали су када је умро око 1407. године, у доби од седам година. За цара - савладара Андроника V су састављене Монодије (тужаљке о смрти), а цар Јован VII је подлегао интензивној тузи. Солунски митрополит Гаврило I написао је утешно писмо цару Јовану VII. Митрополит Гаврило I је у свом писму написао да је превише туговао, јер се молио да млади цар одрасте и наследи свог оца, а такође је изјавио да му је жао што није био присутан у Солуну у то време да би лично пружио утеху и саосећање. Цар Јован VII је умро недуго након цара - савладара Андроника V, 22. септембра 1408. године, чиме је окончана византијска диархија успостављена 1403. године, и ривалска царска лоза цара Јована VII.

## Историографија
Као кратковечни дете цар, цар - савладар Андроник V је мрачна и ефемерна фигура о којој је остало мало изворног материјала. Византинисти су га тек недавно признали. Цара - савладара Андроника V је први идентификовао Џорџ Т. Денис 1967. године, а за цара Јована VII се раније веровало да је био без деце. Денис је своју аргументацију за Андрониково постојање заснивао углавном на два раније необјављена рукописа, један који садржи монодију, а други утешно писмо митрополита Гаврила I цару Јовану VII. Монодија је насловљена „Монодија о смрти Господара цара Андроника Палеолога, сина Господара Јована, синовца господара цара Манојла, у доби од седам година“, експлицитно идентификујући име, оца и старост детета, као и потврду да је он био цар. Утешно писмо је идентификовано као што је написао митрополит Гаврило I Солунски, што значи да временски оквир одговара само ако је писао цару Јовану VII у вези са Андрониковом смрћу. Денис је такође користио споразум о наслеђивању из 1403. године, између цара Јована VII и цара Манојла II као доказ. У сачуваним документима се само наводи да ће цар Јован VII постати старији цар после цара Манојла II, а затим да ће га наследити „Манојлов син“, којег ће наследити „Јованов син“. Иако би се ово могло протумачити као будуће Јовново дете, Денис је то протумачио као доказ да је цар Јован VII већ имао сина (Андроника V) до тог тренутка.
Једини сачувани приказ цара - савладара Андроника V, пиксид од слоноваче из Солуна, први пут је проучаван 1899. године, иако истраживач Јозеф Стриговски није био сигуран која је царска породица приказана с обзиром на то да отац Јован, мајка Ирина и син Андроник изгледа да не одговарају ниједној познатој породици. Године 1960. Андре Грабар је предложио да уметничко дело приказује цара Јована VI Кантакузина, његову жену царицу Ирину и њиховог унука цара Андроника IV Палеолога, што је објашњење које је прихватио и Курт Вајцман 1972. године. Ова идентификација представља проблеме због тешкоћа у идентификацији друге царске породице на којој је приказана друга царска породица (цар Манојло, царица Јелена и њихов син Јована VIII) и њихова веза са првом породицом. Идентификовање прве породице као породице цара Јована VII први је предложио Николас Оикономидес 1977. године.
Да ли се Андроник V најприкладније сматра деспотом Солуна, чисто номиналним или титуларним царем - савладарем, или владајућим царем разликује се од извора. Општа је пракса међу Византинистима да се на стварно владајуће старије владаре гледа само као на цареве, елиминишући млађе цареве - савладаре који су, иако су имали исте титуле, често имали само номиналну моћ.Постоје неки изузеци, посебно ранији цар - савладар Михаило IX Палеолог (1294–1320), чију је владавину у потпуности обухватила владавина његовог оца цара Андроника II Палеолога (1282–1328). Без обзира на статус који је приписан цару - савладару Андронику V, његово навођење као цара није проблематично с обзиром на то да после њега није владао ниједан други цар по имену Андроник. Број је први пут доделио цару савладару Андронику V Џорџ Т. Денис 1967. године.

## Породично стабло
| \| \| \| \| \| \| \| \| 4. Андроник IV Палеолог \| \| \| \| \| \| \| \| \| \| \| \| \| \| \| \| \| \| \| \| \| \| \| \| \| \| \| \| \| \| \| \| \| \| \| \| \| \| \| \| \| \| 2. Јован VII Палеолог \| \| \| \| \| \| \| \| \| \| \| \| \| \| \| \| \| \| \| \| \| \| \| \| \| \| \| \| \| \| \| \| \| \| \| \| \| \| \| \| \| \| \| \| \| \| \| \| 5. Кераца Шишман \| \| \| \| \| \| \| \| \| \| \| \| \| \| \| \| \| \| \| \| \| \| \| \| \| \| \| \| \| \| \| \| \| \| \| \| \| \| \| \| \| \| \| \| \| \| \| \| 1. Андроник V Палеолог \| \| \| \| \| \| \| \| \| \| \| \| \| \| \| \| \| \| \| \| \| \| \| \| \| \| \| \| \| \| \| \| \| \| \| \| \| \| \| \| \| \| \| \| \| \| \| \| 6. Франческо II Гатилузио \| \| \| \| \| \| \| \| \| \| \| \| \| \| \| \| \| \| \| \| \| \| \| \| \| \| \| \| \| \| \| \| \| \| \| \| \| \| \| \| \| \| \| \| \| \| \| \| 3. Ирина Гатилузио \| \| \| \| \| \| \| \| \| \| \| \| \| \| \| \| \| \| \| \| \| \| \| \| \| \| \| \| \| \| \| \| \| \| \| \| \| \| \| \| \| \| \| \| \| \| \| \| 7. Валентина Дорија \| \| \| \| \| \| \| \| \| \| \| \| \| \| \| \| \| \| \| \| \| \| \| \| \| \| \| \| \| \| \| \| \| \| |                           |  |  |  |  |  |                         |  |  |  |
| |                           |  |  |  |  |  | 4. Андроник IV Палеолог |  |  |  |
| |                           |  |  |  |  |  |                         |  |  |  |
| |                           |  |  |  |  |  |                         |  |  |  |
| |                           |  |  |  |  |  |                         |  |  |  |
| | 2. Јован VII Палеолог     |  |  |  |  |  |                         |  |  |  |
| |                           |  |  |  |  |  |                         |  |  |  |
| |                           |  |  |  |  |  |                         |  |  |  |
| |                           |  |  |  |  |  |                         |  |  |  |
| | 5. Кераца Шишман          |  |  |  |  |  |                         |  |  |  |
| |                           |  |  |  |  |  |                         |  |  |  |
| |                           |  |  |  |  |  |                         |  |  |  |
| |                           |  |  |  |  |  |                         |  |  |  |
| | 1. Андроник V Палеолог    |  |  |  |  |  |                         |  |  |  |
| |                           |  |  |  |  |  |                         |  |  |  |
| |                           |  |  |  |  |  |                         |  |  |  |
| |                           |  |  |  |  |  |                         |  |  |  |
| | 6. Франческо II Гатилузио |  |  |  |  |  |                         |  |  |  |
| |                           |  |  |  |  |  |                         |  |  |  |
| |                           |  |  |  |  |  |                         |  |  |  |
| |                           |  |  |  |  |  |                         |  |  |  |
| | 3. Ирина Гатилузио        |  |  |  |  |  |                         |  |  |  |
| |                           |  |  |  |  |  |                         |  |  |  |
| |                           |  |  |  |  |  |                         |  |  |  |
| |                           |  |  |  |  |  |                         |  |  |  |
| | 7. Валентина Дорија       |  |  |  |  |  |                         |  |  |  |
| |                           |  |  |  |  |  |                         |  |  |  |
| |                           |  |  |  |  |  |                         |  |  |  |